# Rewind (1971–1984)
Rewind (1971-1984) – szósty album kompilacyjny brytyjskiej grupy The Rolling Stones.

## Lista utworów
Wydanie brytyjskie
1. „Brown Sugar” – 3:49
2. „Undercover of the Night” – 4:32
3. „Start Me Up” – 3:31
4. „Tumbling Dice” – 3:37
5. „It's Only Rock 'n' Roll (but I Like It) ” – 5:07
6. „She's So Cold” – 4:11
7. „Miss You” – 4:48
8. „Beast of Burden” – 4:27
9. „Fool to Cry” – 5:06
10. „Waiting on a Friend” – 4:34
11. „Angie” – 4:31
12. „Respectable” – 3:07

Wydanie amerykańskie
1. „Miss You” – 4:48
2. „Brown Sugar” – 3:49
3. „Undercover of the Night” – 4:31
4. „Start Me Up” – 3:31
5. „Tumbling Dice” – 3:37
6. „Hang Fire” – 2:21
7. „It's Only Rock 'n' Roll (But I Like It)” – 5:07
8. „Emotional Rescue” – 5:40
9. „Beast of Burden” – 4:27
10. „Fool to Cry” – 5:05
11. „Waiting on a Friend” – 4:34
12. „Angie” – 4:31
13. „Doo Doo Doo Doo Doo (Heartbreaker)” – 3:25

## Listy przebojów
Album
| Rok       | Lista                              | Pozycja |
| --------- | ---------------------------------- | ------- |
| 1984 1990 | UK Top 100 Albums UK Top 75 Albums | 23 45   |
| 1984      | The Billboard 200                  | 86      |

Single
| Rok  | Single        | Lista              | Pozycja |
| ---- | ------------- | ------------------ | ------- |
| 1984 | "Brown Sugar” | UK Top 100 Singles | 58      |